# فانيا كابلان
فانيا إيفيموفنا كابلان (بالروسية Фаниа Ефимовна Каплан؛ 10 فبراير 1890 - 3 سبتمبر 1918) (المعروفة أيضا باسمي فاني كابلان ودورا كابلان)، امرأة يهودية أوكرانية ثورية، وعضو في الحزب الاشتراكي الثوري السوفيتي في وقت مبكر. أدينت بمحاولة اغتيال فلاديمير لينين وأعدمت من قبل منظمة تشيكا في عام 1918.
كعضو في الحزب الاشتراكي الثوري، كانت كابلان تنظر إلى لينين على أنه «خائن للثورة» عندما سن البلاشفة نظام الحزب الواحد وحظروا حزبها. في 30 أغسطس 1918 اقتربت من لينين الذي كان يغادر مصنعًا في موسكو وأطلقت عليه ثلاث رصاصات أصابته بجروح بالغة. بعد استجوابها من قبل تشيكا رفضت تسمية أي متواطئين معها وأُعْدِمَت رمياً بالرصاص في فناء الكرملين من دون أن تعلم إن كانت قد نجحت في اغتيال لينين أم لا. وبسبب هذه الحادثة وما سبقها من اغتيال مويسي أوريتسكي أعادت حكومة روسيا السوفيتية العمل بعقوبة الإعدام، والتي ألغتها الحكومة الروسية المؤقتة في مارس 1917.